# S-TELL P771
S-Tell P771 — мобільний пристрій на основі операційної системи Android 7.0

## Характеристики

### Дизайн і Корпус
S-Tell P771 продається у двох варіаціях поєднання кольорів - червоний з білою передньою панеллю і повністю чорний. Вага пристрою - 147 г. Габарити - 143 х 72 х 9 мм. 
За тактильним відчуттям більше схоже на софт-тач пластик[ненейтрально]. Під панеллю розташований великий акумулятор і два слоти: один звичайний для microSIM, а другий гібридний - для microSIM або microSD.
У поверхні кришки вирізано отвір для камери, спалаху, а також динамік. 
Збоку від динаміка є виступи, щоб звук не псувався в горизонтальному положенні. 
Внизу — мікрофон і порт microUSB, зверху — аудіовихід, праворуч — дві кнопки в колір обода.

### Екран
Телефон укомплектований 5-дюймовим дисплеєм із роздільною здатністю HD[уточнити: ком.] 720×1280. На сонці картинка гасне, хоча зчитувати дані з телефону можна[ненейтрально]. У налаштуваннях можна погратися опцією Miravision. Яскравість можна регулювати вручну й автоматично. Поруч із датчиком розташований LED-індикатор.

### Апаратна начинка
Завдання обчислення й обробки графіки виконують процесор Mediatek MTK6580 c 4 ядрами і частотою 1.3 ГГц, а також чіп Mali 400MP2. Оперативна пам’ять -  1 ГБ. 
Вбудована пам'ять у моделі P771 — 16 ГБ. Накопичувач розширюється картами microSD об'ємом до 64 ГБ.
Апаратна комплектація дозволяє використовувати пристрій в 2G (GSM: 850 / 900/1800/1900 Мгц) і 3G (HSPA / WCDMA: 900/2100 МГц) мережах мобільних операторів. Оригінальності в наборі бездротових модулів немає[ненейтрально] - Wi-Fi 802.11 b / g / n і Bluetooth 4.0. GPS модуль вбудований.
Коректна працездатність телефона підтримується операційною системою Android 7.0 Nougat. Смарт функції й управління жестами не передбачено.

### Камера
Основна камера в смартфоні S-Tell P771 на 13 Мпікс. Наявні режими розпізнавання облич, електронна стабілізація при зйомці фото, HDR. Відео можна записувати в форматі Full HD. Автофокус при зйомці працює.
Фронтальний фотомодуль — на 5 Мпікс. Відео записує в максимальній роздільній здатності 640х480. При фотографуванні доступний режим «Красиве обличчя».

### Акумулятор
Батарея S-Tell P771 має ємність 3500 мА. 
Час для повної зарядки пристрою — 2 години 40 хвилин.